# Monlaur-Bernet
Monlaur-Bernet è un comune francese di 177 abitanti situato nel dipartimento del Gers nella regione dell'Occitania.

## Società

### Evoluzione demografica
Abitanti censiti